# Biblioteca Central de Macao
La Biblioteca Central de Macao (en chino, 澳門中央圖書館 y en portugués: Biblioteca Central de Macau) es la biblioteca central del sistema de bibliotecas públicas de Macao. La sede de la biblioteca está localizada en la parroquia de San Lázaro (freguesia de São Lázaro) en el centro de la ciudad.
Desde 1893 durante la época colonial portuguesa hasta 1994, la biblioteca se llamaba la Biblioteca Nacional de Macao.

## Historia

### Fundación
En 1893 el gobierno portugués anunció que quería establecer una biblioteca en Macao. El 28 de septiembre de 1895 se estableció finalmente la Biblioteca Nacional de Macao. Inicialmente la institución formaba parte del Liceo de Macao, el instituto lusófono de la entonces Macao portuguesa, establecido en la iglesia de San Agustín.

### Siglo XX

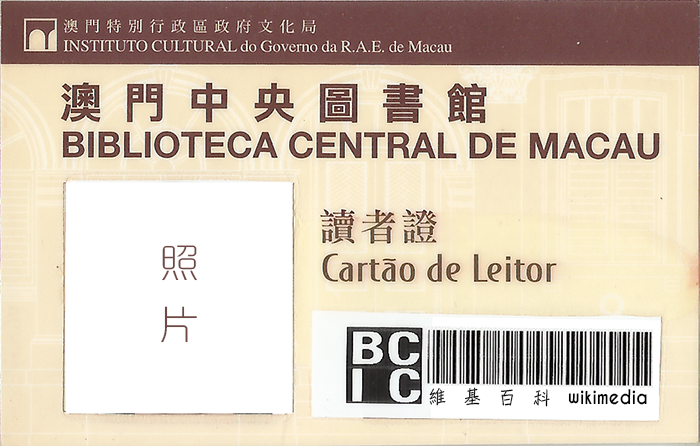
Tarjeta de usuario de la Biblioteca Central de Macao.

Según la Agencia de Asuntos Culturales de Macao, "la biblioteca existía solo en nombrar y era reubicada a menudo" ya que para entonces había pocos fondos y recursos. 
En 1917 la biblioteca fue transferida al Seminario de San José, de allí al Hotel Bela Vista y luego al Refugio para los Discapacitados en Tap Seac.
En 1929 la biblioteca se cambió de localización otra vez más, a dos salones dentro del edificio IACM, conocido entonces como el edificio del Leal Senado.
En 1983 la biblioteca se muda de nuevo a su actual ubicación en la avenida Conselheiro Ferreira de Almeida. En 1994 la biblioteca cambio de nombre al actual, Biblioteca Central de Macao.

### Siglo XXI

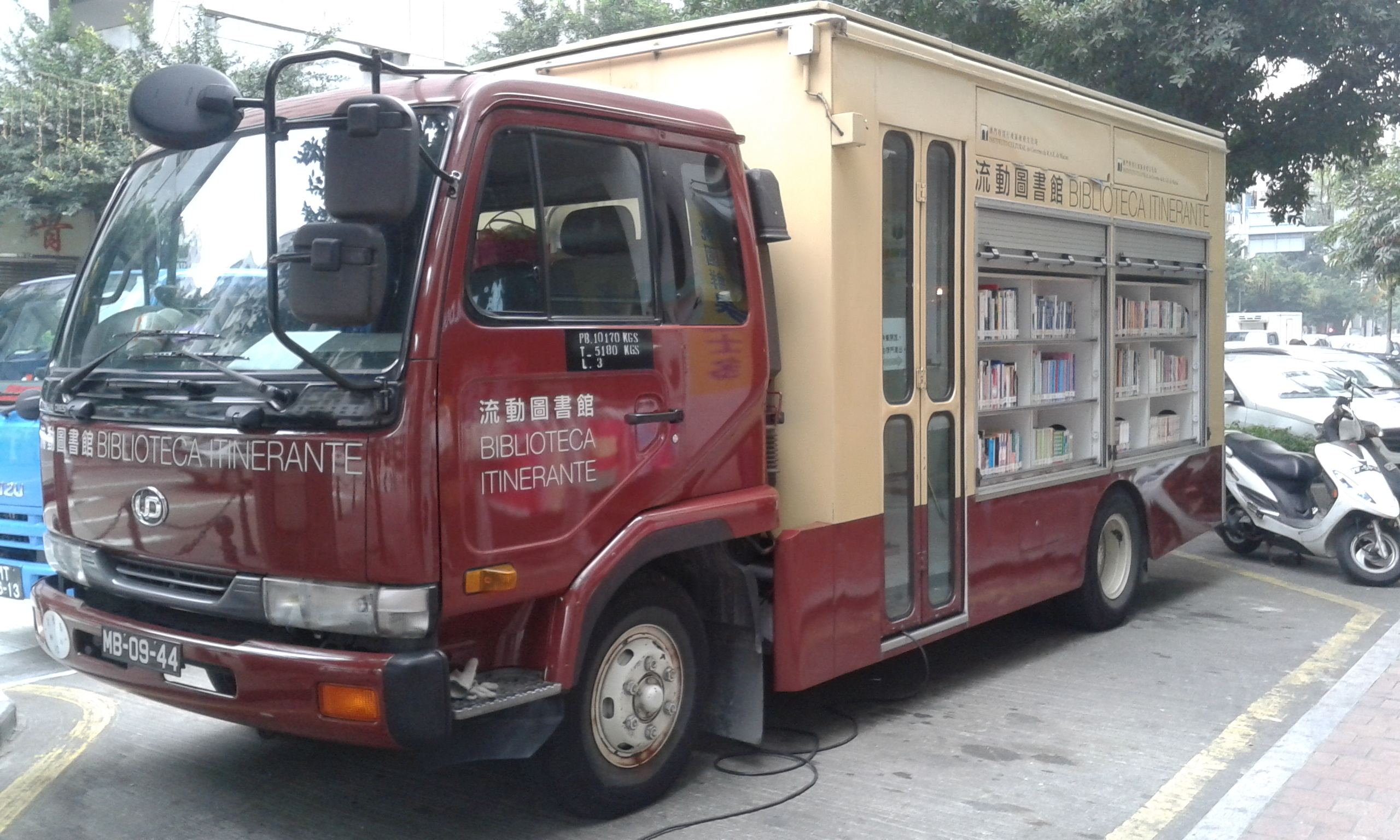
Biblioteca móvil de la Biblioteca Central de Macao.

En 2007 se reformó el inmueble de la biblioteca. Ese mismo año, el gobierno de Macao anunció que se construiría un nuevo edificio para albergar a la biblioteca.

#### Nueva biblioteca de Marreiros
En 2018 la compañía Marreiros Architectural Atelier Limited (MAA), empresa del arquitecto Carlos Marreiros, ganó el contrato de gobierno para construir la nueva biblioteca. El coste se estimó en unos 18,68 millones de patacas.
Varias publicaciones acusaron Marreiros de copiar el diseño del auditorio de León en España, diseñada por los arquitectos españoles Mansilla + Tuñón Arquitectos. Marreiros negó esta acusación.
La nueva biblioteca de Marreiros tendrá una altura de once plantas y se constuirá en la intersección de la avenida da Praia Grande y Rua Central. Este inmueble reemplazaría el edificio central de la Policía Judicial y colgaría sobre el actual palacio de Justicia que data de 1951. De esta manera se preservará el palacio de Justicia. La nueva biblioteca tendrá una capacidad para 1.120 personas en las principales áreas de lectura y 800 personas en las zonas de exposición y reunión, áreas de teatro y otras zonas secundarias.

#### Nueva biblioteca de Mecanoo
En marzo de 2021 se anunció un nuevo diseño para la nueva biblioteca diseñado por los arquitectos holandeses Mecanoo.

## Instalaciones
La actual sede de la biblioteca está localizada en Avenida  Conselheiro Ferreira de Almeida y mide unos 1.371 metros cuadrados distribuidos en dos plantas. En 2021, la biblioteca tiene una colección de aproximadamente 97.439 volúmenes y una capacidad física de unas 271 personas.